# Koválovice-Osíčany
Koválovice-Osíčany é uma comuna checa localizada na região de Olomouc, distrito de Prostějov.